# ヒト白血球型抗原
ヒト白血球型抗原（ヒトはっけっきゅうがたこうげん、Human Leukocyte Antigen; HLA）とはヒトの主要組織適合遺伝子複合体のことである。白血球の血液型と言えるものであり、一般的に血液型というとA、O、AB、B型といった赤血球の型を指すが、HLA型は白血球の型を示している。ただし、白血球以外にもHLAは存在するため、現在ではヒト白血球型抗原の名称で呼ばれることはほとんどなく、HLAと略して呼ばれる。

## 概要
ヒト白血球型抗原は、第6染色体短腕上に存在する主要組織適合遺伝子複合体（MHC）の産物である。その型の種類は多く、まずA座のA1、A2、A210(2)、A3…A80、B座のB5、B7、B703(7)…、C座の…、DR座の…と続き赤血球の型とは比較にならないほど膨大で、その組み合わせは数万通りといわれる。
クラスI抗原の各α鎖遺伝子は主に6種の遺伝子（A～G）からなり、α1とα2ドメインをコードする遺伝子の第2エクソンと第3エクソン内に多型性を示す領域がある。
クラスII抗原のDR抗原は複数の遺伝子から構成され、DRB1遺伝子がコードするβ鎖とDRA遺伝子がコードするα鎖のヘテロダイマーにより、血清学的特異性のDR1～18に対応する抗原が構成される。また、DRB3、DRB4、DRB5遺伝子がコードするβ鎖とDRA遺伝子がコードするα鎖のヘテロダイマーにより、DR52、DR53、DR51に対応する抗原が構成される。
同様にDQ抗原もDQB1遺伝子がコードするβ鎖とDRA遺伝子がコードするα鎖のヘテロダイマーにより、DQ1～DQ9に対応する抗原が構成される。
またDP抗原もDPB1遺伝子がコードするβ鎖とDRA遺伝子がコードするα鎖のヘテロダイマーにより、DPｗ1～DPｗ6に対応する抗原が構成される。
クラスII遺伝子の中で抗原ペプチド結合部に多形型を示すのはDRB1、DRB3、DRB4、DRB5、DQA1、DQB1、DPA1、DPB1であり、それぞれのβ1とα2ドメインをコードする遺伝子の第2エクソン内に塩基置換がみられる。
献血の際に献血者が登録（献血者登録制）することにより、HLA適合血小板を必要としている患者に対して、HLAが適合した輸血を行なうことができる。

### クラスI抗原
クラスIa抗原（HLA-A、HLA-B、HLA-C）、クラスIb抗原（HLA-E、HLA-F、HLA-G）に分けられ、ほとんどの有核細胞や血小板、血漿中にある。
前者はキラーT細胞の誘導において拘束分子として機能する。HLA-A3、HLA-A11、HLA-Bw4、HLA-CがNK細胞レセプターのリガンドであり、NK活性を抑制する。
ウイルス感染細胞や癌細胞は免疫応答から逃れるために、自身のクラスI抗原を消失させるが、逆にNK細胞はHLA抗原を失った細胞によって活性化される。
HLA-Gだけは胎盤トロホブラストに特異的に存在し（胎盤トロホブラストには他のクラスI、IIは無い）胎児保護のために母体のNK活性やキラーT細胞の抑制をしている。
また赤血球抗原のBga、Bgb、Bgc抗原はクラスI抗原のHLA-B7、B17、A28抗原と同じである。
クラスI抗原のL鎖はβ2-ミクログロブリンである。

### クラスII抗原
マクロファージや単球等の抗原提示細胞やBリンパ球、活性化Tリンパ球などに分布している。HLA-DR、HLA-DQ、HLA-DP抗原はそれぞれの遺伝子によってコードされ、ヘルパーT細胞やサプレッサーT細胞の誘導に拘束分子として機能する。
クラスII抗原はα鎖β鎖ヘテロダイマーに関係があり、さらにCD4分子と親和性がある。

### クラスIII抗原
補体成分やTNF（腫瘍壊死因子）などを支配している。
HLA抗原と相関がある疾患は、インスリン依存性糖尿病やぶどう膜炎、先天性副腎皮質過形成症やベーチェット病、強直性脊椎炎など多数ある。

## 日本人の成り立ち
HLAハプロタイプは日本人の成り立ちに重要な示唆を与える。徳永勝士によると、日本人には大きく以下の4タイプの流れが認められる。
1. B52-DR2: 中国大陸北部から朝鮮半島を経て北九州・近畿へ
2. B44-DR13、B7-DR1: 満州・朝鮮半島東部から日本海沿岸へ
3. B54-DR4: 中国南部から琉球諸島を経て太平洋側へ
4. B46-DR8: 中国大陸南部から直接、あるいは朝鮮半島を経由して北九州へ

1.は中国北部、モンゴルの一集団に高頻度のタイプで、国内では九州北部から本州中央部にかけて多い。2.は満州族、朝鮮民族に高頻度タイプで、国内では日本海側に多い。3.は中国南部に多いタイプで、国内では沖縄や太平洋側に多い。4.は国外では満州族と朝鮮民族のみにみられ、国内には九州北部から本州中央部にかけて多い。このタイプの姉妹タイプB46-DR9が東南アジアで最も高頻度でみられる。
さらにこれとは別に縄文系と想定される別の複数のハプロタイプが南九州や北東北に存在する。またアイヌは日本人と異なる型が多いという。

## 「HLA」を扱った作品
- 漫画
  - 『エンジェル・ハート』1st
    - 第4巻 第40話【親不孝】

  - 『9番目のムサシ』
    - 第1シリーズの「DUTY1：始動」

  - 『名探偵コナン』
    - コミックス第58巻「FILE.7 姉弟（きょうだい）」本堂瑛祐というキャラクターが登場。幼少期に白血病を患い、HLA型が一致した姉から骨髄移植を受けていた。現在は完治している。

  - 『屍活師 女王の法医学』
    - 解剖ファイル.45 特別な人
- 小説
  - 『腎移植殺人事件』
    - 小野博通　光文社 ISBN 4-334-02590-0

  - 『ハイドロサルファイト・コンク』
    - 花村萬月　集英社 ISBN 978-4-08-771783-9 （著者は「小説である」としているが、実質的には著者自身の闘病記）